# Triconopsis caioalbertsi
Triconopsis caioalbertsi är en tvåvingeart som beskrevs av Silva 1998. Triconopsis caioalbertsi ingår i släktet Triconopsis och familjen lövflugor. Inga underarter finns listade i Catalogue of Life.